# Stichting Coördinatie Autovervoer Personen

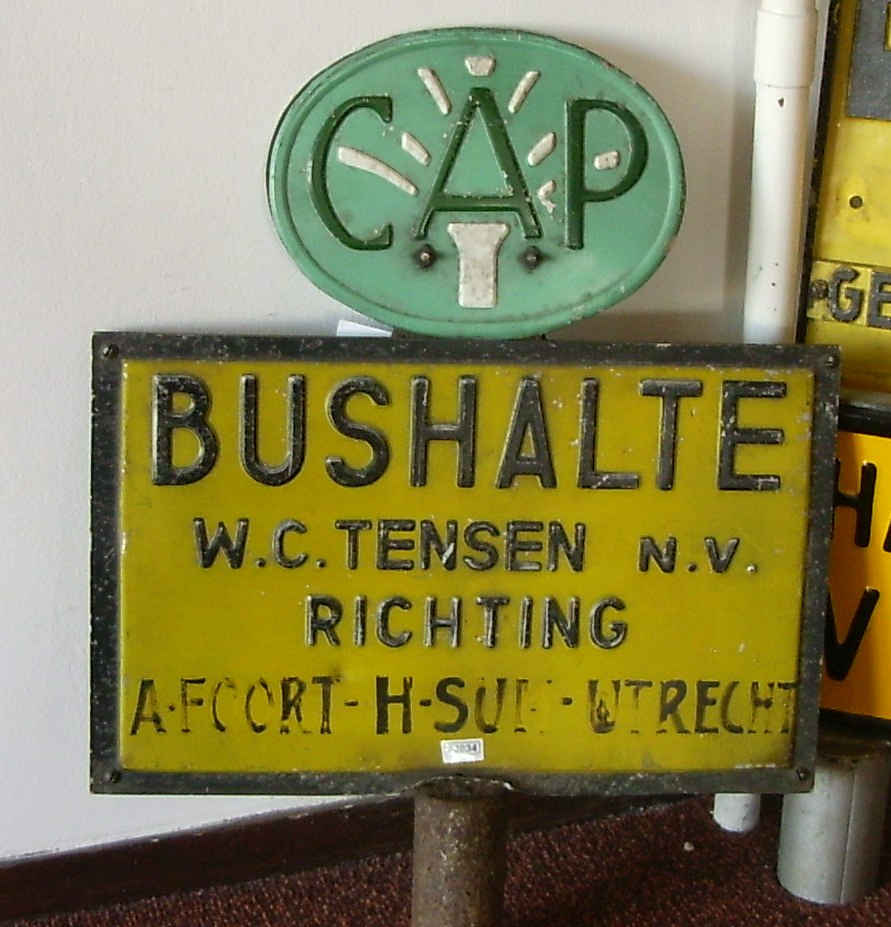
Tensenhalte met CAP-schildje

De Stichting Coördinatie Autovervoer Personen (CAP) was een samenwerkingsverband van elf kleine particuliere busbedrijven in de provincies Utrecht en Zuid-Holland. De stichting heeft bestaan van 1948 tot 1968 en hield kantoor te Schoonhoven, Koestraat 73.

## Doelstelling
Doel was een vuist te maken tegen het steeds verder opdringen van de grote streekvervoerders. In het CAP-gebied waren dat met name de NBM, de Citosa (beide dochterondernemingen van de Nederlandse Spoorwegen), de Twee Provinciën (in feite een verbond van vier particuliere bedrijven) en het particuliere Maarse & Kroon. De CAP-bedrijven verloren de strijd, deels ten tijde van de CAP, deels erna.

## Geschiedenis
Deelnemers in de CAP waren:
1. Fa. P.M. Langhout (NAL) te Ter Aar. Lijn 1 tot en met 7.[1] De naam NAL stond voor Nieuwkoop - Alphen - Leiden, maar het lijnennet reikte tot Woerden en Wilnis. De NAL overleefde zelfstandig tot 1980. De lijndiensten werden toen overgenomen door Centraal Nederland.
2. Kockengense Auto Bus Onderneming (KABO), Fa. W. de Haas te Vleuten, in 1957 opgevolgd door Utrechtse Vervoer Onderneming (UVO) te Utrecht. Lijn 9: Utrecht CS-Kockengen. Deze lijn ging in 1968 naar Maarse & Kroon (geen CAP-deelnemer).
3. Fa. W.C. Tensen te Soest. Lijn 10, 11, 13 en 17. In 1959 kwamen hier de lijnen van Dijkhuizen bij (zie hieronder). Tensen bleef zelfstandig tot 1980, toen de oorspronkelijke Tensen-lijnen werden toebedeeld aan Centraal Nederland en de ex-Dijkhuizen-lijnen aan de VAD.
4. Fa. Gebr. Van Gog te Capelle aan den IJssel. Lijnen 14, 15, 16 en 16a in het gebied Rotterdam, Zevenhuizen, Gouda. In 1967 werd Van Gog overgenomen door NS-dochter Citosa, maar behield nog de eigen naam. Begin 1974 ging Van Gog op in Westnederland.
5. Fa. W. Verhoef te Driebruggen. Lijn 19: Woerden-Driebruggen. Het kleinste CAP-bedrijf was het langste leven beschoren: pas in 2002 moest Verhoef zijn lijn afstaan aan Connexxion.
6. Verenigde Autobusdiensten Gouda-Utrecht (VAGU) te Oudewater. Lijn 20. In 1987 ging de VAGU op in Westnederland.
7. N.V. v/h A.M. van Eldik te Gouda. Lijn 23: Stadsdienst Gouda en lijn 24: Gouda-Lekkerkerk. De stadsdienst ging eind 1968 over naar Van Gog (toen al in NS-handen, zie hierboven), de lijn naar Lekkerkerk naar de Twee Provinciën (geen CAP-deelnemer)[2].
8. Van Iperen en Verhoef's Auto-Vervoer Onderneming (VIVAVO, Schoonhoven). Lijn 25: Utrecht CS-Schoonhoven. In 1968 ging ook deze lijn naar de Twee Provinciën.
9. Werkhovense Autobus Onderneming (WABO) te Wijk bij Duurstede. Lijn 33: Utrecht CS-Wijk bij Duurstede en lijn 34: Doorn-Wijk bij Duurstede. De WABO overleefde tot 1981 en werd toen overgenomen door Centraal Nederland.
10. Fa. J. Dijkhuizen te Spakenburg. Lijnen 35, 36, 37, verbindingen met Amersfoort, Nijkerk en Baarn. Dijkhuizen deed in 1959 zijn lijnen over aan Tensen (zie hierboven).
11. N.V. v/h Fa. Wed. A.W. De Haas te Veenendaal. Lijnen 70 tot en met 74, rond Veenendaal, reikend van Ede tot Utrecht CS. De Haas, door de kleur van de bussen plaatselijk bekend als "de rode weduwe", hield het vol tot 1971, toen de NBM de lijnen overnam.

UVO, Van Eldik en VIVAVO waren in feite één bedrijf onder de naam VAVO. In 1968 ging dit bedrijf ten onder aan zijn te groots opgezette touringcaractiviteiten in samenwerking met het Amerikaanse Greyhound-concern. Daarvoor waren al de lijndiensten afgestoten. Dat betekende ook het einde van de steeds verder afkalvende Stichting CAP, waarvan de VAVO altijd de grote motor was geweest.
Meteen na de oorlog, op 18 augustus 1945, had de VAVO al de Stichting Vereenigd Autovervoer in Lopiker- en Krimpenerwaard (V.A.L.K.) opgericht, die als voorloper van de CAP kan worden gezien. De VAGU en Van Eldik waren de andere deelnemers in de VALK. Om tot de CAP te komen verenigde de VALK zich met twee andere stichtingen: het Rijnlandsch Auto Vervoer (R.A.V.) en de Stichtse Vervoer Ondernemingen (S.V.O., opgericht in 1947 en bestaande uit Tensen, Dijkhuizen, Weduwe de Haas en WABO).
Het CAP-logo was als een schildje boven op de halteborden bevestigd. Aanvankelijk werden ook de bussen van een CAP-logo voorzien. Er was een gemeenschappelijk CAP-dienstregelingsboekje en een gemeenschappelijke CAP-dagkaart. Gebruikers daarvan moesten op de koop toe nemen, dat het CAP-lijnennet niet aaneengesloten was. NAL en Verhoef vormden samen een eiland; er was geen CAP-verbinding tussen Vleuten en Woerden. In de CAP-dienstregeling was de niet-CAP-lijn 26 opgenomen: Utrecht-Gouda via IJsselstein, met een vertakking naar Montfoort. Dit was een lijn van de Twee Provinciën, die de VAVO graag had willen hebben. Vanaf 1955 accepteerden VAVO en Twee Provinciën elkaars kaartjes op het gemeenschappelijke traject Utrecht CS-IJsselstein.
Buiten de CAP om hadden Tensen en de NBM een gemeenschappelijke dagkaart, die echter niet gold op de lijnen die Tensen van Dijkhuizen had overgenomen. Tensen en NBM exploiteerden vanaf 1955 gezamenlijk lijn 17 Baarn-Utrecht CS. Tensen, Weduwe De Haas en NBM hadden vanaf datzelfde jaar een gemeenschappelijk dienstregelingboekje, waarin de Dijkhuizen-lijnen ook weer ontbraken.